# Senecio gawlerensis
Senecio gawlerensis là một loài thực vật có hoa trong họ Cúc. Loài này được M.E.Lawr. miêu tả khoa học đầu tiên năm 1985.